# Головище (Воронежская область)
Головище — хутор на севере Семилукского района Воронежской области.
Входит в состав Землянского сельского поселения.

## География
На хуторе имеется одна улица — Головище.

## Население
| 2010 |
| ---- |
| 62   |

Национальный состав
По переписи населения 2002 года, на хуторе Головище проживали 82 человека (все русские)